# Micrurus stuarti
Micrurus stuarti (кораловий аспід Стюарта) — вид отруйних змій родини аспідових (Elapidae). Ендемік Гватемали. Вид названий на честь американського герпетолога Лоуренса Купера Стюарта.

## Поширення і екологія
Коралові аспіди Стюарта мешкають на тихоокеанських схилах гватемальських гір. Вони живуть у вологих гірських тропічних лісах і хмарних лісах, трапляються на кавових плантаціях. Зустрічаються на висоті від 800 до 1600 м над рівнем моря. Ведуть напівриючий спосіб життя.